# یوزماش
یوزماش (انگلیسی: Yuzhmash) شرکت هوافضا و صنایع جنگ‌افزاری اوکراینی است، که در سال ۱۹۴۴ تأسیس شد.